# Карім Хан
Карім Асад Ахмад Хан (англ. Karim Asad Ahmad Khan; нар. 30 березня 1970) — британський правник, спеціаліст із міжнародного кримінального права та міжнародного права прав людини, довічний член Інституту прав людини Міжнародної асоціації юристів і директор-засновник розташованої в Гаазі неурядової організації Peace and Justice Initiative, зосередженої на ефективній реалізації Римського статуту Міжнародного кримінального суду на національних рівнях.
12 лютого 2021 року обраний головним прокурором Міжнародного кримінального суду.

## Життєпис

### Освіта
Здобув освіту у приватній школі Silcoates, має ступінь бакалавра права та почесне звання члена Лондонського королівського коледжу. 1992 року Лінкольнз інн запросила його до адвокатури Англії та Вельсу. Пізніше він навчався як здобувач ступеня доктора філософії з права в коледжі Вольфсон Оксфордського університету. З 1993 по 1996 рік працював королівським прокурором у Королівській прокуратурі Англії та Вельсу, а 1995 року був Старшим королівським прокурором.

### Кар'єра в галузі міжнародного права
З 1997 року працював юрисконсультом (радником із правових питань) в Офісі прокурора Міжнародного трибуналу для колишньої Югославії по 1998 рік. Пізніше був юрисконсультом в Офісі прокурора Міжнародного трибуналу щодо Руанди до 2000 року.
З 2006 по 2007 рік був головним захисником колишнього президента Ліберії Чарлза Тейлора у Спеціальному суді для Сьєрра-Леоне. Хан кілька років брав участь у керівних судових рішеннях Міжнародного кримінального суду (МКС), Міжнародного кримінального трибуналу для колишньої Югославії, Міжнародного кримінального трибуналу для Руанди, Надзвичайних палат у судах Камбоджі та Спеціального трибуналу для Лівану. 2008 року був призначений керівником групи юристів, що здійснювали правовий захист колишньої журналістки Le Monde Флоренс Гартман, яка була головною речницею прокурорки МТКЮ та Міжнародного трибуналу для Руанди Карли дель Понте, коли її було звинувачено у неповазі до суду. З 2008 по 2010 рік був керівником групи адвокатів, представляючи ватажка суданських повстанців, на ім'я Бахр Ідріс Абу Гарда, першого підозрюваного МКС, який добровільно здався під юрисдикцію Суду. У січні 2011 року йому як головному радникові доручили представляти в МКС Френсіса Мутауру у зв'язку з кенійською кризою (насильством після виборів 2007—2008 років). У 2014—2017 роках Хан був керівником групи юристів, які здійснювали захист у МКС заступника президента Кенії Вільяма Руто, і керівником групи правників, що захищали віцепрем'єра Косова Фатміра Лімая в суді Місії ЄС з питань законності та правопорядку (EULEX). Він також був керівником групи юристів, які здійснювали захист у МКС Саїфа аль-Іслама Каддафі та Багдаді Махмуді.
З лютого 2017 року по вересень 2017 року як міжнародний захисник представляв групу англомовних правозахисників, обвинувачених у тероризмі та інших правопорушеннях у Військовому суді в столиці Камеруну Яунде. Очолював команду, яка консультувала чамську і албанську громади щодо їх вигнання з Греції та подальшої експропріації власності після Другої світової війни.
Діставши призначення від Генерального секретаря ООН Антоніу Гутерріша на посаду помічника Генерального секретаря Організації Об'єднаних Націй, обіймав її до 2021 року. Виконував обов'язки спеціального радника та голови слідчої групи ООН зі сприяння притягненню до відповідальності за злочини, скоєні ДАЇШ/ІДІЛ в Іраку (UNITAD), створеної відповідно до Резолюції Ради Безпеки 2379 (2017) для підтримки внутрішніх зусиль щодо притягнення ІДІЛ (Даїш) до відповідальності за дії в Іраку, які можуть бути визнані воєнними злочинами, геноцидом та злочинами проти людяності, перебуваючи з цією метою до червня 2021 у Багдаді. В рамках свого мандату в UNITAD проводив по всьому Іраку зустрічі з урядовим та релігійним керівництвом і місцевими громадськими діячами.
Як головний прокурор Міжнародного кримінального суду 1 березня 2022 року оголосив про початок розслідування щодо скоєних Росією воєнних злочинів і злочинів проти людства в Україні. 2 березня заявив, що робота зі збору доказів розпочалася, додавши, що у зв'язку з ситуацією в Україні до Міжнародного кримінального суду звернулися 39 країн, серед яких Велика Британія, Австрія, Чехія, Канада, Польща і окремо звернення Литви. Ці звернення дали змогу офісу Каріма Хана почати розслідування ситуації в Україні з 21 листопада 2013 року і далі, охоплюючи таким чином всі без винятку попередні та поточні обвинувачення у воєнних злочинах, злочинах проти людяності чи геноциді, скоєних у будь-якому куточку України будь-якою особою.
13 квітня 2022 року відвідав Бучу.
У квітні 2022 року Хан заявив про війну в Україні: «У нас є достатні підстави вважати, що вчиняються злочини, які підпадають під юрисдикцію суду». Одинадцять місяців по тому він успішно подав два ордери на арешт, звинувативши Володимира Путіна та Марію Львову-Бєлову в порушенні двох правил Римського статуту, що забороняють систематичну депортацію, передачу та захоплення заручників.

## Особисте життя
Карім Хан є представником змішаної раси: його батько — пакистанець, мати — британка.
Належить до мусульманської громади Ахмадія. Один із його братів — колишній позапартійний депутат британського парламенту (що раніше був членом Консервативної партії) Імран Ахмад Хан.